# Дубенский, Николай Порфирьевич
Николай Порфирьевич Дубенский (1779 — между 1841 и 1849) — русский чиновник, сенатор, тайный советник, симбирский и воронежский губернатор, масон. Представитель пензенского дворянского рода Дубенских.

## Военная служба
В 1790 г. записан в сержанты лейб-гвардии Преображенского полка, затем переведен в лейб-гвардии Конный полк вице-вахмистром и произведен в вахмистры.
В 1795 г. по именному Высочайшему повелению пожалован в капитаны армии и участвовал в походах против польских мятежников.
В 1796 году определен в С.-Петербургский драгунский полк, а оттуда перемещен ротмистром в Переяславский конно-егерский полк; по упразднении сего полка, в 1797 году, определен в Астраханский драгунский и командирован для отвода в Санкт-Петербург, в лейб-гвардии кирасирские полки, отборной конницы до 200 человек из армии генерал-фельдмаршала графа Суворова-Рымникского.
В 1798 году пожалован в майоры; в 1800 году по высочайшему повелению определен в лейб-кирасирский Его Императорского Величества полк и пожалован в подполковники, а в 1803 году из этого полка, по болезни, уволен от службы с чином полковника.

## Гражданская служба
С 1808 г. Дубенский состоял предводителем дворянства Пензенского уезда и неоднократно исправлял должность губернского предводителя дворянства.
В 1811 году определен в ведомство министерства финансов чиновником особых поручений и назначен в Симбирск вице-губернатором и, кроме того, управляющим Симбирскими казенными винокуренными заводами, по случаю расстройства их, а в 1815 году назначен в Симбирске же гражданским губернатором.
При нём в Симбирске была начата подписка на сбор средств на строительство Симбирского Кафедрального Собора (строительство начато было в 1827 году). сам Н. П. Дубенский пожертвовал на сооружение храма 525 рублей ассигнациями, его жена Е. П. Дубенская — 25 рублей ассигнациями.
В 1817 году Д. пожалован в действительные статские советники и перемещен в Воронеж гражданским губернатором. В следующем году награждён орденом Св. Анны 1 ст.
В 1819 году назначен директором департамента разных податей и сборов и членом комитета, учрежденного для рассмотрения недоимок по 12-ти губерниям, потерпевшим от нашествия неприятеля, за труды в котором удостоился монаршего благоволения.
В 1820 году Дубенский был награждён был орденом Св. Владимира 2 ст. большого креста, в следующем году пожалован в тайные советники, а в 1822 году назначен к присутствованию в Сенате, и, кроме того, членом в комиссию по разбору документов кораблей и сухопутных транспортов и управляющим департаментом государственных имуществ.
В 1825 году Дубенский был назначен председательствующим в комитет, высочайше учрежденный для изыскания способов к улучшению состояния городов, и в комитет об уравнении земских повинностей по государству. В 1826 г. был назначен в Верховный уголовный суд по делу декабристов. В 1826 году уволен, согласно желанию, от управления департаментом разных податей и сборов.
В 1827 году назначен членом в комитет для устройства отдельного управления корабельных лесов под главным морским начальством.
Ревизией дел бывшего департамента государственных имуществ, произведенной в 1837 году, по высочайшему повелению, сенатором д.т.с. Болгарским и д.с.с. А. Ф. Голицыным, обнаружены были важные беспорядки и упущения как в производстве дел, так и в самих действиях департамента государственных имуществ во время управления им сенатора Дубенского.
Он был предан суду и по истребовании, согласно Высочайшему повелению, объяснений от него, дело это, по Высочайшему повелению, было передано на рассмотрение Правительствующего Сената, а затем в Государственный Совет. 9 июля 1841 года последовал Высочайший указ, коим сенатор Дубенский, преданный суду за упущения и беспорядки по бывшему в его управлении департаменту государственных имуществ, по силе манифеста 16 апреля 1841 года от наказания освобожден, но, согласно мнению Государственного Совета, уволен от звания сенатора.

## Семья
Был женат на Елизавете Петровне, урождённой Гартунг. Дети:
- Петр (?—1854), инженер-генерал-майор, погибший на Крымской войне 21 марта 1854 года;
- Порфирий (1808—1861), кавалергарда, адъютанта военного министра графа А. И. Чернышева;
- Николай (1815—1862), действительный статский советник;
- Михаил (1822—1900);
- Александра (1807—1868) — жена военного инженера генерал-адъютанта Карла Андреевича Шильдера, мать Н. К. Шильдера[3];
- Прасковья (?—1907);
- Елизавета (1814—?), в замужестве за генерал-майором В. Н. Лермонтовым, двоюродным братом поэта М. Ю. Лермонтова; их сын — физик Владимир Владимирович Лермантов.

## Усадьба
Николай Порфирьевич считается основателем дома-усадьбы Дубенских недалеко от Пензы (памятник регионального значения, ныне в полуразрушенном состоянии), на почтовом тракте Пенза — Москва. В воспоминаниях Дубенского, тогда предводителя Пензенского дворянства, он сожалеет, что в его поместье нет подходящего дома для приема высокопоставленных вельмож, проезжающих по тракту.